# 原子力基本法
原子力基本法（げんしりょくきほんほう、昭和30年12月19日法律第186号）は、原子力の研究、開発および利用の促進に関する日本の法律である。

## 制定の経緯
- 改進党（自民党のルーツ政党）に所属していた中曽根康弘・衆議院議員（のちに内閣総理大臣）が中心となって法案を作成した。中曽根は、1996年の著書で、次のように回想した。

第5次吉田内閣では、予算は自由党が組んでいたが、少数与党だったので、改進党の賛成が不可欠だった。1954年3月2日に、中曽根が中心となり、原子力研究の調査費として、ウラン235にちなんだ2億3500万円の予算を計上した。同時期には第五福竜丸事件が発生した。予算案が提出されると、新聞、ラジオは「原爆をつくるんだろう」「無知な予算だ」「学術会議に黙ってやった」などと非難ごうごうだった。それでも、中曽根は新聞への寄稿や座談会を通じて、原子力開発の必要性を説いた。
1955年8月8～20日に、中曽根はジュネーブで原子力平和利用国際会議に参加した。これについて、中曽根は次のように回想した。
中曽根は8月20日に、「我等四党代表は原子力開発に関しては全く超党派的に協力する旨の約束をなし各党に実現することを誓約せり」と、高碕達之助・経済企画庁長官に書簡を送った。中曽根は、8月下旬から欧米諸国を視察し、9月15日に帰国した。帰国後は、衆参合同の超党派委員会である原子力合同委員会の委員長に就任した。12月19日に原子力基本法を議員立法で成立させた。中曽根は「ミスター・アトム」の異名で呼ばれた。
原子力基本法と同時並行して、原子力委員会設置法、核原料物質開発促進法、原子力研究所法、原子燃料公社法、放射線障害防止法、科学技術庁設置法なども制定された。中曽根いわく、「役人はいっさい使わなかった。衆議院の専門委員と衆議院の法制局の参事を使って純粋の議員立法を目指しました」「たいへんでしたよ。八本前後の法案を一挙に国会に提出したわけですから」。原子力基本法の制定では、平和利用の定義が問題となり、「たとえば原子力が普遍化して輸送船にも一般的に使われるようになった場合は軍事用の潜水艦にも使っていいという解釈を残しておいた」。中曽根は、原子力関連法制の後援者として、三木武吉と岩淵辰雄の名前を挙げた。
日本学術会議は、1954年春の第17回総会で、原子力問題処理の原則として、「（１）すべての事柄を公開で行うこと、（２）日本の自主性を失わないようにすること、（３）民主的に取り扱い、かつ民主的に運営すること」を決定した。これらは、「自主、民主、公開の三原則」と総称され、この勧告が、原子力基本法に取り入れられた。もっとも、中曽根の回想では、この原則は社会党が主張していたとしている。「平和利用はもちろんだが、民主とか自主というのはどういう意味だ、公開はどの程度か、産業秘密もある」などと議論したようだ。

## その後の沿革
- 1978(昭和53)年、原子力船むつの放射線漏れ事故(1974年)を受け、基本方針に「安全の確保を旨として」の文言を追加し、原子力安全委員会を創設した。
- 2012(平成24)年6月、福島第一原子力発電所事故(2011年)を受け、原子力規制委員会設置法が成立した。その法律の附則第12条で、原子力基本法が改正され、原子力規制委員会と原子力防災会議が設置され、原子力安全委員会が削除された。原子力委員会は温存された。と同時に、(基本方針)第二条に1項「原子力利用の安全の確保については、確立された国際的な基準を踏まえ、国民の生命、健康及び財産の保護、環境の保全並びに我が国の安全保障に資することを目的として、行うものとする。」を追加した。この追加条項は当時政権にいた民主党の提案であったが、「並びに我が国の安全保障」の文言の追加は自民党の主張であった。
- 2012(平成24)年6月(衆議院)、2013(平成25)年3月(参議院)、「原子力の利用を推進する」目的を持つ原子力基本法の廃止と、それに代わる基本法として、山岡賢次などにより、衆参両院に脱原発基本法案が議員立法で提案された[9][10]。

## 基本構造
第1条 - 目的
原子力の研究開発、利用の促進（エネルギー資源の確保、学術の進歩、産業の振興）をもって人類社会の福祉と国民生活の水準向上とに寄与する。
第2条 - 原子力開発利用の基本方針
平和の目的に限り、安全の確保を旨として、民主的な運営の下に、自主的にこれを行うものとし、その成果を公開し、進んで国際協力に資するものとする。（民主・自主・公開の平和利用3原則）
第3条 - 定義
- 「原子力」とは、原子核変換の過程において原子核から放出されるすべての種類のエネルギーをいう。
- 「核燃料物質」とは、ウラン、トリウム等原子核分裂の過程において高エネルギーを放出する物質であつて、政令で定めるものをいう。
- 「核原料物質」とは、ウラン鉱、トリウム鉱その他核燃料物質の原料となる物質であつて、政令で定めるものをいう。
- 「原子炉」とは、核燃料物質を燃料として使用する装置をいう。ただし、政令で定めるものを除く。
- 「放射線」とは、電磁波又は粒子線のうち、直接又は間接に空気を電離する能力をもつもので、政令で定めるものをいう。

第4,5,6条 - 推進体制
総理府に原子力委員会（推進）及び原子力安全委員会（安全規制）を設置し、運営を法律で定める。
第7条 - 開発機関
原子力に関する基礎的研究及び応用の研究、核燃料サイクルを確立するための技術開発、核燃料物質に関する技術開発等は、独立行政法人日本原子力研究開発機構において行う。
第8,9,10,11条 - 核原料物質の管理
鉱業法にウラン鉱、トリウム鉱を加え（鉱業法の一部を改正する法律 法律第百九十三号）鉱業権により試掘、採掘を規制する。また、核原料物質の輸入、輸出、譲渡、譲受け及び精錬は政府の指定する者に限つてこれを行わしめる。
第12,13条 - 核燃料物質の管理
核燃料物質の生産・輸入・輸出・所有・所持・譲渡・譲受け・使用・輸送を規制する。
第14,15,16条 - 原子炉の管理
原子炉の建設・改造・移動・譲渡・譲受けを規制する。また、原子炉の操作開始前に運転計画を定めて、政府の認可を受けなければならない。
第17,18条 - 知的財産の管理
特許法第九十三条を定める（特許発明の実施が公共の利益のため特に必要であるときは、その特許発明の実施をしようとする者は、特許権者又は専用実施権者に対し通常実施権の許諾について協議を求めることができる）。 また、原子力に関する特許発明、技術等の国外流出に係る契約の締結を規制する。
第20条 - 放射線障害の防止
放射性物質及び放射線発生装置に係る製造、販売、使用、測定等に対する規制その他保安及び保健上の措置を法律で定める。
第21条 - 補償
土地に関する権利、鉱業権又は租鉱権その他の権利に関し、権利者及び関係人に損失を与えた場合においては、正当な補償を行わなければならない。

## 関連文献
- 伏見康治『時代の証言 ― 原子科学者の昭和史 ―』同文書院、1989年、ISBN 4810340333。
- 坂田昌一 著、樫本喜一 編『原子力をめぐる科学者の社会的責任』岩波書店、2011年10月、ISBN 9784000053242。